# Каменець-под-Втачником
Каменець-под-Втачником (словац. Kamenec pod Vtáčnikom) — село, громада округу Пр'євідза, Тренчинський край. Кадастрова площа громади — 25.3 км².
Населення 1780 осіб (станом на 31 грудня 2020 року).

## Історія
Каменець-под-Втачником згадується 1355 року.

## Населення
| Рік:            | 1994. | 2004.   | 2014.   | 2024.   |
| --------------- | ----- | ------- | ------- | ------- |
| Кількість осіб: | 1845  | 1861    | 1790    | 1760    |
| Різниця:        |       | +0,86 % | -3,81 % | -1,67 % |

| Рік:            | 2023. | 2024.   |
| --------------- | ----- | ------- |
| Кількість осіб: | 1758  | 1760    |
| Різниця:        |       | +0,11 % |